# اللعبة السومرية
اللعبة السومرية هي لعبة إستراتيجية نصية بدائية تركز على إدارة الأراضي والموارد. طُورت بين عامي 1964 و1966 كجزء من مشروع بحثي مشترك بين مجلس الخدمات التعليمية التعاوني لمقاطعة ويستتشستر في نيويورك وشركة IBM. كان الهدف من المشروع هو استكشاف استخدام المحاكاة الحاسوبية في التعليم. 
صميم اللعبة من قبل مابيل أديس، وهي معلمة في الصف الرابع، وبرمجا بواسطة ويليام مكاي لجهاز الكمبيوتر المركزي المشترك اي بي ام 7090. لعِبَ 30 طالبًا من الصف السادس النسخةَ الأولى عام 1964. وقد اختبار نسخة معدلة من اللعبة تضمنت تحسينات في أسلوب اللعب وعناصر سردية وسمعية بصرية من قبل مجموعة أخرى من الطلاب عام 1966.
اللعبة تتكون من ثلاثة أجزاء، تمثل حكم ثلاثة حكام متتاليين لمدينة لجش في سومر حوالي عام 3500 قبل الميلاد. في كل جزء، تسأل اللعبة اللاعبين عن كيفية تخصيص العمال والحبوب عبر سلسلة من الجولات، مع الأخذ بعين الاعتبار تأثير قراراتهم السابقة، والكوارث العشوائية، والابتكارات التكنولوجية، مع زيادة التعقيد في كل جزء.
في نهاية المشروع، لم يستخدام اللعبة بشكل واسع، لكنها عُرضت كعرض توضيحي في مركز أبحاث بي آو سي إي اس في يوركتاون هايتس، نيويورك، وكانت متاحة من خلال "ترتيب خاص" مع بي آو سي إي اس حتى أوائل السبعينيات. قُدم وصف للعبة إلى دوغ دايمنت في عام 1968، والذي أعاد إنشاء النسخة الأولى منها تحت عنوان ملك سومر.
وسعت هذه اللعبة في عام 1971 من قبل ديفيد إتش. آل لتصبح حمورابي، والتي أدت بدورها إلى ظهور العديد من الألعاب الاستراتيجية وبناء المدن في بدايات ألعاب الفيديو. وُصفت لعبة السومريين بأنها أول لعبة فيديو تحتوي على قصة، وكذلك أول لعبة تعليمية ترفيهية. نتيجة لذلك، تُعتبر مابيل أديس أول امرأة مصممة لألعاب الفيديو وأول كاتبة في هذا المجال. في عام 2024، إصدار إعادة إنتاج للعبة بناءً على المعلومات المتاحة لأجهزة ويندوز.

## طريقة اللعب
لعبة السومرية هي لعبة إستراتيجية تعتمد بشكل كبير على النصوص وتركز على إدارة الموارد. تدور أحداث اللعبة حوالي عام 3500 قبل الميلاد، حيث يتقمص اللاعبون أدوار ثلاثة حكام متعاقبين لمدينة لجش في سومر - وهم لودوغا الأول، الثاني، والثالث - عبر ثلاثة أقسام تتزايد فيها محاكاة الاقتصاد تعقيداً. إنشاء نسختين من اللعبة، وكان الهدف منهما أن تُلعب في فصل دراسي بحيث يقوم شخص واحد بإدخال الأوامر عبر آلة كاتبة، التي ستخرج الردود من حاسوب مركزي. تميزت النسخة الثانية بمكون سردي أقوى للنصوص، حيث ادمجت بمحاضرات صوتية مسجلة تعرض على شكل مناقشات تجري في بلاط الحاكم ومستشاريه، وتزامنت مع صور تُعرض عبر جهاز عرض شرائح. في كلا النسختين، يقوم اللاعب بإدخال أرقام استجابة للأسئلة التي تطرحها اللعبة.
في الجزء الأول من اللعبة، يلعب اللاعب عدة جولات – محددة بـ 30 جولة في النسخة الثانية من اللعبة – حيث يحصل اللاعب على معلومات حول عدد السكان الحاليين، مساحة الأراضي الزراعية، عدد المزارعين، كمية الحبوب المحصودة في تلك الجولة، وكمية الحبوب المخزنة. تبدأ الجولات في عام 3500 قبل الميلاد، وتمثل الفصول الزراعية. يختار اللاعب كمية الحبوب التي ستُستخدم كطعام، أو بذور للزراعة، أو للتخزين. بعد اتخاذ القرارات، تقوم اللعبة بحساب تأثير اختيارات اللاعب على السكان في الجولة التالية.
بالإضافة إلى ذلك، بعد كل جولة، قد تختار اللعبة الإبلاغ عن عدة أحداث. قد تتعرض المدينة لكارثة عشوائية، مثل حريق أو فيضان، تدمر نسبة معينة من سكان المدينة والمحصول. وبشكل مستقل عن الكوارث، قد يُفقد جزء من الحبوب المخزنة بسبب التعفن أو الجرذان. كما قد تُبلغ اللعبة عن ابتكار تكنولوجي له تأثير إيجابي على الجولات اللاحقة، مثل تقليل كمية الحبوب التي قد تفسد أو تقليل عدد المزارعين المطلوبين لكل فدان من الأرض. بعض هذه الابتكارات تتطلب من اللاعب أولاً "إظهار حكم جيد"، مثل توفير تغذية كافية للسكان لعدة جولات.
في الجزأين الثاني والثالث من اللعبة، يعديل عدد سكان المدينة وكمية الحبوب إلى مستويات محددة مسبقًا، بغض النظر عن أداء اللاعب في الجزء السابق، لتمثيل مرور الوقت منذ قرارات الحاكم السابق. ثم يلعب اللاعب مرة أخرى من خلال سلسلة من الجولات. في الجزء الثاني، يمكن للاعب تخصيص العمال لتطوير عدة حرف، والتي قد تؤدي بدورها إلى ابتكارات. أما الجزء الثالث فيزيد من تعقيد المحاكاة بإضافة خيارات التجارة والتوسع.
في النسخة الأصلية من اللعبة، كانت الجزأين الثاني والثالث امتدادًا للجزء الأول، مع استمرار اللاعب في اتخاذ القرارات حول تخصيص الحبوب بالإضافة إلى الخيارات الجديدة. في النسخة الثانية من اللعبة، إعادة التركيز على الجزء الثاني، حيث حدد الجولات بـ 10 ولم يعد اللاعب مطالبًا باتخاذ قرارات حول تخصيص الحبوب، بل فقط باتخاذ قرارات حول تخصيص العمال بين الزراعة والحرف. لم يتغيير الجزء الثالث، على الرغم من أنه كانت هناك خطط إما لإزالة خيارات تخصيص الحبوب أيضًا وإضافة خيارات أخرى حول التجارة، الاستعمار، والحروب، أو جعل الجزء الثالث مزيجًا من الجزأين الأولين.

## تطوير
في عام 1962، بدأت هيئة الخدمات التعليمية التعاونية (بي آو سي إي اس) في مقاطعة ويستشستر بولاية نيويورك سلسلة من المناقشات مع الباحثين في شركة IBM، التي كانت مقرها في مقاطعة ويستشستر، حول استخدام الحواسيب في الأبحاث التعليمية. إنشاء نظام بي آو سي إي اس في نيويورك لمساعدة المناطق التعليمية الريفية على تجميع الموارد، وكان الدكتور نوبل جيفيدن، مدير بي آو سي إي اس في مقاطعة ويستشستر، يعتقد أن الحواسيب، إلى جانب ألعاب المحاكاة التعليمية مثل لعبة إدارة كارنيجي تيك المستخدمة في الكليات، يمكن استخدامها لتحسين النتائج التعليمية في المناطق الصغيرة في ويستشستر.
عقدت بي آو سي إي اس وشركة IBM ورشة عمل مشتركة في يونيو 1962، قادها بروس مونكريف وجيمس دينين من IBM، إلى جانب الدكتور ريتشارد وينج، منسق أبحاث المناهج لـ بي آو سي إي اس، بمشاركة عشرة معلمين من المنطقة لمناقشة طرق استخدام المحاكاة في المناهج الدراسية. بناءً على نتائج الورشة، تقدمت بي آو سي إي اس في ديسمبر للحصول على منحة بقيمة 96,000 دولار أمريكي (ما يعادل 967,000 دولار في عام 2023) من مكتب التعليم الأمريكي لمواصلة دراسة المفهوم لمدة 18 شهرًا كمشروع مشترك بين IBM ووزارة التعليم بولاية نيويورك. وبدلاً من ذلك، تلقت مبلغًا يقارب 104,000 دولار (ما يعادل 1,048,000 دولار في عام 2023) لمشروع "البحث التعاوني 1948".
بدأ المشروع في فبراير 1963 تحت إشراف الدكتور وينج، الذي طلب مقترحات من تسعة معلمين. كانت إحدى المعلمات اللاتي شاركن في ورشة العمل، مابل أديس، قد اقترحت توسيعًا لفكرة طرحها مونكريف في ورشة العمل الصيفية: نموذج اقتصادي لحضارة، يهدف إلى تعليم النظرية الاقتصادية الأساسية. استلهم مونكريف فكرته من أبحاث سابقة، خاصةً الورقة العلمية بعنوان "التعليم من خلال المشاركة في المحاكاة المصغرة للتنظيم الاجتماعي" لريتشارد نيير، ومن لعبة الطاولة الشهيرة "مونوبولي". أراد مونكريف استخدام الحضارة السومرية القديمة كإطار للنموذج لمواجهة ما رآه كاتجاه في المناهج الدراسية لتجاهل الحضارات السابقة للحضارة الإغريقية، رغم الأدلة على أهميتها في التاريخ المبكر.
وافقت أديس، وهي معلمة للصف الرابع في مدرسة كاتونا الابتدائية، على رؤية مونكريف بشأن تقليل قيمة الحضارات قبل الإغريق في المناهج الدراسية، وكانت قد درست حضارات بلاد ما بين النهرين في الجامعة. وافق على اقتراحها، وبدأت العمل مع مبرمج IBM ويليام مكاي لتطوير اللعبة.
صميم اللعبة نفسها، لعبة السومريين، بواسطة مابل أديس، وبرمجها ويليام مكاي باستخدام لغة البرمجة فورتران على حاسوب مركزي IBM 7090 يعتمد على مشاركة الوقت. وكما هو الحال مع العديد من الألعاب المبكرة للحواسيب المركزية،اشتغلت على جهاز واحد. حيث إدخال الأوامر وطباعة النتائج باستخدام طابعة IBM 1050. قام الباحثون بتشغيل جلسة لعب واحدة بمشاركة 30 طالبًا في الصف السادس. اختتم المشروع 1948 في أغسطس 1964، وتقديم تقرير عن نتائجه إلى مكتب التعليم في عام 1965، حيث أدرج التقرير ثمانية "مشاريع فرعية" اقترحت ضمن المشروع، وكانت لعبة السومريين اللعبة الوحيدة بينها.
بعد أسبوعين من اختتام المشروع، بدأ مشروع جديد يُسمى "المشروع البحثي التعاوني 2148"، مع منحتين إضافيتين منحهما اعتبارًا من عام 1966 بمجموع يزيد عن 194,000 دولار أمريكي (ما يعادل 1,906,000 دولار في عام 2023)، للتركيز على تقدم المشروع الأول مع اللعبة واستمراره حتى عام 1967. قام هذا المشروع بتطوير ثلاث ألعاب: لعبة سيراليون ،لعبة المشاريع الحرة ، وتوسيع لـ لعبة السومريين . قامت مابل أديس بإعادة كتابة اللعبة وتوسيعها في صيف 1966 عن طريق إضافة تسلسل سردي أقوى للطريقة التي يخبر بها المستشار اللاعب عن أحداث المدينة، وإعادة التركيز على المفاهيم الجديدة التي قُدم في الجزء الثاني من اللعبة، بالإضافة إلى دمج اللعبة بمحاضرات مسجلة على أشرطة صوتية مترافقة مع صور تعرض على جهاز عرض الشرائح. وقد وصفت هذه بأنها أولى مشاهد اللعبة المقطوعة.
وصف دليل موجز للألعاب التعليمية في عام 1973 لعبة سيراليون بأنها مشابهة جدًا لـ لعبة السومريين، بما في ذلك استخدام الشرائح والمحاضرات الصوتية المتقطعة، مع اختلاف السياق والمصطلحات فقط. أجرى الباحثون اختبار لعب للنسخة الجديدة من لعبة السومريين مع 30 طالبًا آخرين في الصف السادس في العام الدراسي التالي، وأنتجوا تقريرًا في عام 1967.

## إرث
قامت منظمة بي آو سي إي اس بتسجيل حقوق الطبع والنشر لـلعبة السومريين في عام 1964. جاءت المنح للنسخة الثانية من اللعبة جزئيًا بهدف إنشاء "مركز للتوضيح" في مركز أبحاثبي آو سي إي اس في يوركتاون هايتس، نيويورك، لاستخدام الحاسوب في التعليم. لتحقيق هذا الهدف، وبعد إنشاء النسخة الثانية من اللعبة، إعادة برمجة الجزء الأول بواسطة جيمر ليونارد، طالب دراسات عليا في العلاقات الاجتماعية بجامعة جونز هوبكنز، لجهاز IBM 1401 ليستخدامه في العروض التوضيحية في مركز أبحاث بي آو سي إي اس. نُظر في المزيد من التعديلات على الأجزاء الأخرى من اللعبة، ولكن لم يتلقى أي منح أخرى للمشروع، ولم تجرَ أي تغييرات إضافية.
ذُكر المشروع في مجلتي Time و Life في عام 1966. واستمرت اللعبة في أن تكون متاحة للمدارس الأخرى عبر "ترتيب خاص" مع بي آو سي إي اس في مقاطعة ويستشستر حتى أوائل السبعينيات على الأقل.
في عام 1968، قام دوغ دايمنت، موظف في شركة Digital Equipment Corporation (DEC) ، بإلقاء محاضرة حول الحواسيب في التعليم في جامعة ألبرتا. بعد المحاضرة، تحدثت إليه امرأة كانت قد شاهدت لعبة السومريين من قبل ووصفتها له. قرر دايمنت إعادة إنشاء اللعبة كبرنامج مبكر بلغة البرمجة FOCAL ، التي طورت حديثًا في DEC، وبرمجها لجهاز الكمبيوتر الصغير DEC PDP-8 . أطلق على النتيجة اسم ملك سومريا .
نظرًا لحاجته إلى تشغيل اللعبة على أصغر تكوين ذاكرة متاح للكمبيوتر، شمل دايمنت فقط الجزء الأول من اللعبة. كما اختار إعادة تسمية الحاكم إلى الملك البابلي الشهير حمورابي لكن تهجئه ،بشكل خاطئ باسم حمورابي. نالت اللعبة، التي أُعيدت تسميتها أحيانًا إلى لعبة سومر، شهرة كبيرة في مجتمع المبرمجين: حيث ذكر الكاتب جيري بورنيل في عام 1989 أن "نصف الأشخاص الذين أعرفهم قاموا بكتابة برنامج حمورابي في السبعينيات؛ بالنسبة للكثيرين، كان ذلك أول برنامج يكتبونه في حياتهم".
حوالي عام 1971، كتب موظف شركة DEC نسخة من لعبة سومر بلغة البرمجة BASIC. على عكس FOCAL، كانت BASIC تُستخدم ليس فقط على الحواسيب المركزية والحواسيب الصغيرة ، بل أيضًا على أجهزة الكمبيوتر الشخصية، التي كانت تُعرف حينها بالحواسيب الدقيقة، مما جعلها لغة برمجة أكثر شهرة وانتشارًا.
في عام 1973، نشر آل كتاب BASIC Computer Games، وهو كتاب ناجح يحتوي على ألعاب مكتوبة بلغة BASIC، وكان من ضمنها نسخته من لعبة سومر. النسخة الموسعة من اللعبة غيير اسمها إلى حمورابي، مع إضافة تقييم للأداء في نهاية اللعبة.
إلى جانب النسخ المتعددة من حمورابي إنشاء العديد من الألعاب المحاكاة كتوسعات على اللعبة الأساسية. تشمل هذه الألعاب المملكة (1974) من تصميم لي شنايدر و تود فوروس، التي توسعت لتصبح Dukedom (1976). من المشتقات الأخرى هناك King (1978) من تصميم جيمس أ. ستورر ، و Santa Paravia en Fiumaccio (1978) من تصميم جورج بلانك ، والتي أضافت مفهوم إدارة بناء المدينة إلى الهيكل الأساسي للعبة Hamurabi ، مما جعل لعبة سومر سلفًا لنوع ألعاب بناء المدن وأيضًا لعبة استراتيجية مبكرة.
نظرًا لأن لعبة السومريين إنشاؤها خلال البدايات المبكرة لتاريخ ألعاب الفيديو كجزء من بحث حول الاستخدامات الجديدة للمحاكاة الحاسوبية، فقد كانت رائدة في عدة تطورات في هذا المجال. بالإضافة إلى كونها نموذجًا أوليًا لنوعي الألعاب الاستراتيجية وألعاب بناء المدن، وصفة لعبة السومريين بأنها أول لعبة فيديو تتضمن سردًا قصصيًا، وكذلك أول لعبة تعليمية (edutainment). ونتيجة لذلك، اعتبار مايبل أديس أول مصممة ألعاب فيديو أنثى وأول كاتبة لألعاب الفيديو.
الكود الأصلي للعبة السومريين قد فُقد، لكن الشرائح المستخدمة في العرض وثلاثة مطبوعات لجلسات لعب فردية عثور عليها في عام 2012 وتبرع بها إلى متحف ذا سترونج الوطني للعب ، حيث يحتفظ بها في مكتبة وأرشيفات اللعب بريان ساتون سميث . إعيد إنشاء اللعبة بواسطة مؤرخ ألعاب الفيديو أندريا كونتو باستخدام المواد المؤرشفة، و إصدار النسخة المعاد إنشاؤها لنظام ويندوز في أغسطس 2024.